# コンラート・ヒュンテラー
コンラート・ヒュンテラー（Konrad Hünteler, 1947年3月12日 - 2020年11月13日）は、ドイツ出身のフルート奏者。
メッヒャーニッヒの生まれ。1963年からハンス＝ミヒャエル・メーリンクにフルートを師事し、1965年からライン音楽学校に進学してギュンター・ヘラーの薫陶を受けた。またオーレル・ニコレやハンス＝マルティン・リンデの指導も受けた。1971年から1974年までケープタウン交響楽団の首席フルート奏者を務めたが、コレギウム・アウレウム合奏団、カペラ・コロニエンシス、ロンドン・クラシカル・プレイヤーズや18世紀オーケストラ等に参加して古楽器奏法の知見を広めた。1991年より18世紀オーケストラの団員で構成される18世紀カメラータの芸術監督を務めた。
1979年から2012年までデトモルト音楽大学で教鞭をとった。